# Prvenstvo Anglije 1953
Prvenstvo Anglije 1953 v tenisu.

## Moški posamično
Vic Seixas :  Kurt Nielsen, 9-7, 6-3, 6-4

## Ženske posamično
Maureen Connolly :  Doris Hart, 8-6, 7-5

## Moške dvojice
Lew Hoad /  Ken Rosewall :  Rex Hartwig /  Mervyn Rose, 6–4, 7–5, 4–6, 7–5

## Ženske dvojice
Shirley Fry /  Doris Hart :  Maureen Connolly Brinker /  Julie Sampson Haywood, 6–0, 6–0

## Mešane dvojice
Doris Hart  /  Vic Seixas :  Shirley Fry /  Enrique Morea, 9–7, 7–5